# Комиссаров, Борис Алексеевич
Бори́с Алексе́евич Комисса́ров (25 июля 1918 года, Кронштадт, РСФСР — 9 апреля 1999 года, Москва, Россия) — деятель советской военной промышленности, генерал-полковник Советской Армии. Заместитель министра оборонной промышленности СССР (1963—1970), заместитель председателя Комиссии по военно-промышленным вопросам Президиума Совета Министров СССР (1970—1986). Герой Социалистического Труда (1982).

## Биография
Родился 25 июля 1918 года в Кронштадте Петроградской губернии (ныне населённый пункт Кронштадтского района города федерального значения Санкт-Петербурга и его внутригородского муниципального образования). Детство провёл в Петрограде, деревне Ривица (ныне Максатихинского района Тверской области), на станции Урочь (ныне в черте города Ярославль) и городе Горький.
Окончил 2 курса Горьковского индустриального института, но в октябре 1938 года был призван в Рабоче-крестьянскую Красную армию. 3 ноября 1939 года ему присвоено звание «младший воентехник», 21 ноября 1940 года — «воентехник 2-го ранга». В мае 1941 года окончил факультет вооружения Артиллерийской академии РККА имени Ф. Э. Дзержинского, тогда же ему было присвоено звание «воентехник 1-го ранга».
В мае 1941 года стал преподавателем материальной части Томских артиллерийских курсов усовершенствования командного состава запаса, с августа по ноябрь этого же года — преподаватель материальной части во 2-м Томском артиллерийском училище.
С декабре 1941 года по октябрь 1942 года Комиссаров — военный представитель при Михайло-Чесноковском вагоноремонтном заводе в городе Свободный Амурской области (с 1960 года — Свободненский вагоноремонтный завод). В мае 1942 года ему присвоено звание «старший техник-лейтенант».
С октября 1942 года по сентябрь 1943 года — военный представитель при железнодорожных мастерских на станции Магдагачи. С сентября 1943 года по декабрь 1945 года был военным представителем, а затем старшим военным представителем при Центральном авторемонтном Амурлага НКВД. 13 января 1943 года ему присвоено звание «инженер-капитан».
С года 1945 года по 1947 год работал преподавателем организации производства и приёмки боеприпасов в Высшей офицерской артиллерийской технической школы в Туле. 5 июля 1947 года ему присвоено звание «инженер-майор».
В 1947 году Комиссаров стал инженером-испытателем, а в 1948 году — начальником испытательной лаборатории Государственного центрального полигона («Капустин Яр»). В качестве начальника отделения автономных испытаний бригады особого назначения (БОН) сотрудничал со многими известными конструкторами ракет, в том числе с Борисом Чертоком. 22 июля 1951 года ему присвоено звание «инженер-подполковник». В марте-мае 1954 занимал должность старшего военного представителя при Научно-исследовательском институте № 885 (с 1966 года — Научно-исследовательский институт приборостроения, ныне ОАО «Российские космические системы») в Москве. Принимал участие в разработке и испытаниях приборов автомата стабилизации баллистических ракет.
С 1954 года по 1961 год работал районным инженером военной приёмки на заводе № 586 в Днепропетровске. На этой должности Комиссаров участвовал в разработке и испытаниях баллистических ракет Р-12, Р-14, Р-16, крылатой ракеты «Буря», сконструированных в ОКБ-586, главным конструктором которого был Михаил Янгель. 22 октября 1956 года Комиссарову присвоено звание «инженер-полковник».
С декабря 1961 года — начальник 7-го Управления — член Коллегии, а с 1963 года — заместитель председателя Государственного комитета по оборонной технике СССР. С 13 апреля 1964 года — генерал-майор инженерно-технической службы. В 1965 году назначен на должность заместителя министра оборонной промышленности СССР, на этом посту курировал работы в области ракетно-космической техники.
В сентябре 1970 года занял пост заместителя председателя Комиссии по военно-промышленным вопросам Президиума Совета Министров СССР, принимал активное участие в координации деятельности оборонных отраслей промышленности при создании новых образцов вооружения.
20 мая 1971 года Комиссарову присвоено звание «генерал-лейтенант инженерно-технической службы», 27 октября 1977 года — «генерал-полковник-инженер».
Указом Президиума Верховного Совета СССР от 5 января 1982 года за большой вклад в разработку, проведение испытаний и освоение серийного производства комплекса специальной техники Комиссарову было присвоено звание Героя Социалистического Труда.
В мае 1986 года ушёл в отставку. С января 1987 года — старший научный сотрудник во Всесоюзном научно-исследовательском проектно-конструкторском и технологическом институте источников тока.
Жил в Москве, где и скончался 9 апреля 1999 года. Похоронен на Головинском кладбище.

## Награды
- Герой Социалистического Труда (Указ Президиума Верховного Совета СССР от 5 января 1982 года, медаль «Серп и Молот» № 9233)[1]
- Пять орденов Ленина (29 июня 1959 года, 17 июня 1961 года, август 1968 года, 18 января 1977 года, 5 января 1982 года за номером 458457)[1]
- Орден Октябрьской Революции (25 января 1976 года)[1]
- Три ордена Красной Звезды (12 ноября 1945 года, август 1953 года, 30 декабря 1956 года)[1]
- медали СССР, в том числе:
  - медаль «За боевые заслуги» (20 июня 1949 года)[1]
  - медаль «За трудовую доблесть» (7 марта 1943 года)[3]